# Simona Richter
Simona Marcela Richter (n. 27 martie 1972, Reșița, Caraș-Severin, România) este o judoka română, laureată cu bronz la Sydney 2000.
A fost antrenoare secundă a lotului olimpic de judo la Jocurile Olimpice de la Beijing (2008).

## Distincții
- Ordinul “Meritul Sportiv” clasa a III-a cu 1 baretă (27 august 2008) [3]